# Выборы в Сенат США в Канзасе (2022)
Выборы в Сенат США в Канзасе состоялись 8 ноября 2022 года. Победитель представит штат в верхней палате Конгресса США. Действующий сенатор-республиканец Джерри Моран добивался переизбрания.
Внутрипартийные выборы в Канзасе состоялись 2 августа. По результатам всеобщих выборов Моран был переизбран на третий срок.

## Праймериз Республиканской партии

### Кандидаты

#### Номинант
- Джерри Моран — действующий сенатор США от штата Канзас (с 2011 года), член Палаты представителей от 1-го округа Канзаса (1997—2011), сенатор Канзаса (1989—1997)[2][4]

#### Участники праймериз
- Джоан Фарр — политик, кандидат в Сенат США (2014, 2020)[5]

#### Отказавшиеся от выдвижения
- Майк Помпео — 70-й госсекретарь США (2018—2021), 6-й директор Центрального разведывательного управления (2017—2018), член Палаты представителей от 4-го округа Канзаса (2011—2017) (поддержал Морана)[6]

### Результаты

Результаты по округам:

Результаты по округам:

| Кандидат | Кандидат               | Партия          | Голосов | %     |
| -------- | ---------------------- | --------------- | ------- | ----- |
|          | Джерри Моран (действ.) | Республиканская | 383 332 | 80,47 |
|          | Джоан Фарр             | Республиканская | 93 016  | 19,53 |
| Всего    | Всего                  | Всего           | 476 348 | 100   |

## Праймериз Демократической партии

### Кандидаты

#### Номинант
- Марк Холланд[англ.] — пастор объединённой методистской церкви, мэр Канзас-Сити (2013—2018)[8][9]

#### Участники праймериз
- Майк Андра — фермер[10]
- Пол Бускирк — педагог[11][12]
- Патрик Визнер — адвокат по делам о банкротстве, кандидат в Сенат (2016)[11]
- Роберт Клингенберг — продавец, водитель грузовика[10]
- Майкл Соэтерт — политик, кандидат в Палату представителей от 1-го округа Канзаса (2020)[13]

### Результаты
| Кандидат | Кандидат           | Партия          | Голосов | %     |
| -------- | ------------------ | --------------- | ------- | ----- |
|          | Марк Холланд       | Демократическая | 101 429 | 38,05 |
|          | Пол Бускирк        | Демократическая | 53 750  | 20,16 |
|          | Патрик Визнер      | Демократическая | 47 034  | 17,65 |
|          | Майк Андра         | Демократическая | 33 464  | 12,55 |
|          | Роберт Клингенберг | Демократическая | 21 413  | 8,03  |
|          | Майкл Соэтерт      | Демократическая | 9464    | 3,56  |
| Всего    | Всего              | Всего           | 266 554 | 100   |

## Либертарианская партия

#### Номинант
- Дэвид Грэм — адвокат[14]

## Всеобщие выборы

### Предвыборная статистика
Обозначения:
- Р — равенство
- НП — небольшое преимущество
- ДП — достаточное преимущество
- СП — существенное, но преодолимое преимущество
- ОП — огромное преимущество

| Источник                  | Рейтинг | По состоянию на: |
| ------------------------- | ------- | ---------------- |
| The Cook Political Report | ОП (Р)  | 22 сентября 2022 |
| Inside Elections          | ОП (Р)  | 23 сентября 2022 |
| Sabato's Crystal Ball     | ОП (Р)  | 31 августа 2021  |
| Politico                  | ОП (Р)  | 5 сентября 2022  |
| RealClearPolitics         | ОП (Р)  | 20 сентября 2022 |
| Fox News                  | ОП (Р)  | 20 сентября 2022 |
| DDHQ                      | ОП (Р)  | 12 сентября 2022 |
| 538                       | ОП (Р)  | 22 сентября 2022 |
| The Economist             | ОП (Р)  | 15 сентября 2022 |

### Опросы
Графическое представление
| Источник опроса          | Период проведения            | Размер выборки | Уровень погрешности | Джерри Моран (Р) | Марк Холланд (Д) | Другие/ Неопределившиеся |
| ------------------------ | ---------------------------- | -------------- | ------------------- | ---------------- | ---------------- | ------------------------ |
| Emerson College          | 27–29 октября 2022           | 1000 (ПИ)      | ±3,0%               | 54%              | 33%              | 13%                      |
| Emerson College          | 15–18 сентября 2022          | 1000 (ПИ)      | ±3,0%               | 45%              | 33%              | 22%                      |
| Echelon Insights         | 31 августа – 7 сентября 2022 | 392 (ПИ)       | ±7,5%               | 54%              | 35%              | 11%                      |
| Battleground Connect (R) | 8–10 августа 2022            | 1074 (ПИ)      | ±3,0%               | 58%              | 37%              | 6%                       |

### Результаты
| Кандидат | Кандидат               | Партия          | Голосов   | %     |
| -------- | ---------------------- | --------------- | --------- | ----- |
|          | Джерри Моран (действ.) | Республиканская | 602 976   | 60,00 |
|          | Марк Холланд           | Демократическая | 372 214   | 37,04 |
|          | Дэвид Грэм             | Либертарианская | 29 766    | 2,96  |
| Всего    | Всего                  | Всего           | 1 004 956 | 100   |

## Ссылка
Официальные сайты кампаний кандидатов
- Сайт кампании Джерри Морана
- Сайт кампании Майкла Соэтерта
- Сайт кампании Джоан Фарр
- Сайт кампании Марка Холланда